# Dirk Christiaan Hesseling

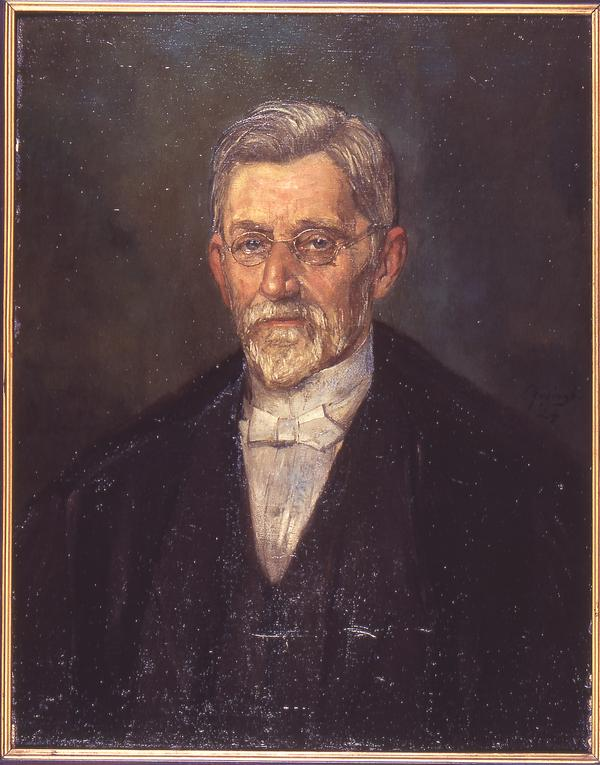
D.C. Hesseling

Dirk Christiaan Hesseling (* 15. Juli 1859 in Amsterdam; † 6. April 1941 in Wassenaar) war ein niederländischer Klassischer Philologe, Byzantinist und Neogräzist sowie Sprachwissenschaftler und als solcher Pionier der Kreolistik.

## Leben und Wirken
Hesseling entstammte einer reichen Kaufmannsfamilie und besuchte zunächst eine Handelsschule. Seine weiten Interessen führten jedoch dazu, dass er 1878 ein Studium der Klassischen Philologie an der Universität Leiden aufnahm. Dort wurde er 1886 mit einer archäologisch ausgerichteten Dissertation De usu coronarum apud Graecos (Über den Gebrauch der Kränze bei den Griechen) bei Carel Gabriel Cobet promoviert. Im Anschluss erhielt er eine Anstellung als Lehrer an einem Gymnasium in Delft, die er acht Jahre lang ausübte. Am 12. August 1886 heiratete Hesseling in 's Gravenhage Anna Hendrika Salverda de Grave, mit der er zwei Kinder hatte.
Nach einer Griechenlandreise und der Lektüre von Jean Psicharis extrem demotisierender Reisebeschreibung Meine Reise (Το ταξίδι μου, 1888) entschied er sich, seine Lehrtätigkeit in Delft aufzugeben, um sich ganz der Wissenschaft zu widmen. 1890 ging er mitsamt seiner Familie nach Paris, um bei Émile Legrand an der École des langues orientales und bei Jean Psychari an der École des hautes études neugriechische Sprache und Literatur zu studieren. Einer seiner Studienkollegen war in dieser Zeit der etwa ein Jahrzehnt jüngere Hubert Pernot, mit dem er später noch verschiedentlich zusammenarbeiten sollte. Seit 1893 war er Privatdozent und von 1907 bis 1929 buitengewoon hoogleraar (außerordentlicher Professor) für byzantinische und neugriechische Literatur in Leiden. Damit ist Hesseling der Begründer der Neogräzistik in den Niederlanden (er selbst sah Evangelinos A. Sophocles als den Begründer der Neogräzistik insgesamt an). Der Titel seiner Antrittsvorlesung war Programm: De Betekenis van het Nieuwgrieks voor de geschiedenis der Griekse taal en der Griekse letterkunde (Die Bedeutung des Neugriechischen für die Geschichte der griechischen Sprache und der griechischen Literaturwissenschaft). Damit hatte er den ersten Lehrstuhl für Neogräzistik in den Niederlanden inne. Seit 1902 war Hesseling Mitglied der Koninklijke Akademie van Wetenschappen te Amsterdam sowie der Maatschappij der Nederlandsche Letterkunde te Leiden, in deren Rahmen er an der Redaktion der Tijdschrift voor Nederlandse Taal- en Letterkunde beteiligt war. 1929 wurde er emeritiert. Nachfolgerin auf dem Lehrstuhl war Sophia Antoniadis. Nach der Emeritierung zog er nach Wassenaar bei Leiden.

## Forschungsschwerpunkte
Hesselings wissenschaftliche Interessen entwickeln sich in zwei Richtungen: einmal in Richtung auf die nachklassische, byzantinische und neugriechische Sprache, Literatur und Kultur und zum anderen, ausgehend von der Entwicklung des klassischen Griechisch hin zum modernen Griechisch, in Richtung auf die Entwicklung der gesprochenen Sprache, den Sprachwandel und den Prozess der Kreolisierung.
Auf dem Gebiet der Literatur war seine Geschichte der neugriechischen Literatur wegweisend. Ihr lagen verschiedene Studien, Editionen und Übersetzungen zu Autoren und Texten wie dem Digenis Akritas, dem Mysterienspiel Das Opfer des Abraham, den Prodromika des Theodoros Prodromos, der byzantinischen Achilleis, den Moirologien, dem Alten (Septuaginta) und Neuen Testament zugrunde. Es finden sich auch ethnologische Arbeiten wie die Studie zum Mythos vom Unterweltsfährmann Charon sowie übergreifende kulturwissenschaftliche Betrachtungen zur byzantinischen Zivilisation.
Wegweisend waren jedoch vor allem Hesselings Arbeiten auf linguistischem Gebiet, die, wohl weil größtenteils auf Niederländisch verfasst, erst in den 1970er- und 1980er-Jahren von der Sprachwissenschaft in vollem Umfang wahrgenommen wurden. Ausgehend von der Frage, ob im Wandel vom Alt- zum Neugriechischen eine Weiterentwicklung aus einem einzigen Dialekt (dem Attischen) oder ein Gemenge aus verschiedenen Einflüssen vorlag (eine Frage, die sich ihm schon in seiner sprachhistorischen Studie über den Infinitiv im Griechischen stellte), erwuchs sein Interesse an einem komparatistischen Zugang zu dem Problem einer allgemeinen Theorie des Sprachwandels. Anders als sein Freund und Kollege Hubert Pernot hat Hesseling sich nicht experimenteller Methoden der Linguistik bedient.
Ein naheliegendes Beispiel war für ihn die Entwicklung des Niederländischen zum Afrikaans in Südafrika. In seiner Schrift Het Afrikaans entwickelte er die heute überholte Theorie, nach der das Afrikaans durch einen Prozess der Kreolisierung aus dem Malaiischen Portugiesisch der Sklaven entstanden sei, die zwischen 1658 und 1685 ans Kap gekommen waren; auf den Vorwurf, das Afrikaans zu einer Kreolsprache zu machen, erwiderte Hesseling, dass es gerade der Kontakt der Oberen zum Mutterland gewesen sei, der diesen Prozess eingedämmt habe. Die Parallele zur Koineïsierung des Griechischen und der Entwicklung einer Diglossie von Hoch- und Gemeinsprache ist erkennbar. Hesseling favorisierte offenkundig universalistische und entwicklungstheoretische Ansätze gegenüber substratalen Theorien. Die Entwicklung von Kreolsprachen verdanke sich der Plötzlichkeit des Sprachkontakts und der Tatsache, dass die Sprecher im Allgemeinen Erwachsene seien und eine neue Sprache nicht mehr wie Kinder lernen könnten.
Im Rahmen dieser Untersuchungen stieß Hesseling auf die seit den 1880er Jahren publizierten Untersuchungen des Romanisten Hugo Schuchardt zu den auf romanischen Sprachen basierenden Kreolsprachen und dehnte seine eigenen Studien auf das Niederländisch der Deense Antillen und auf Ceylon und sogar das Französische in Kanada und das auf dem Spanischen basierende, auf den ABC-Inseln der Karibik gesprochene Papiamento aus. In diesem Zusammenhang nahm er einen Briefkontakt zu Schuchardt auf, der sich zu einem umfangreichen wissenschaftlichen Austausch entwickeln sollte, und ermunterte ihn sogar zur Publikation eines Wörterbuchs des Saramaccaans. Ebenso stand er mit dem Linguisten und Kreolisten John E. Reinecke (1904–1982) im Briefwechsel. Gerade aufgrund seiner eigenen Theoriebildung zählt Hesseling heutzutage zu den wichtigen Pionieren der Kreolistik.
Im Bereich des Standard-Niederländischen war Hesseling Mitbegründer des Vereins zur Vereinfachung der niederländischen Orthographie (Vereniging tot vereenvoudiging van onze schrijftaal). Neben Vorschlägen zur Orthographie, die Eingang in die moderne Schreibweise des Niederländischen gefunden haben, verfasste Hesseling zahlreiche weitere kleine Arbeiten zur niederländischen Sprache.

## Schriften (Auswahl)
Schriftenverzeichnis
- Bibliografie der geschriften van D. C. Hesseling, oud-hoogleraar te Leiden. Gedrukt in opdracht van zijn vrienden en leerlingen ter gelegenheid van zijn tachtigste geboortedag 1859 – 15 Juli – 1939. H. D. Tjeenk Willink & Zoon, Haarlem 1939, 32 Ss.

Zur Gräzistik, Byzantinistik und Neogräzistik
Monographien
- De usu coronarum apud Graecos capita selecta. Proefschrift Leiden, E. J. Brill, Leiden 1886.
- Istambol. E. Leroux, Paris 1890.
- Essai Historique sur l’Infinitif Grec. In: Études de philologie néo-grecque. Recherches sur le développement historique du grec publiées par Jean Psichari. É. Bouillon, Paris 1892, 1–44 (online).
- On Waxen Tablets with Fables of Babrius (Tabulae ceratae Assendelftianae), in: Journal of Hellenic Studies 13, 1892–1893, 293–314.
- Charos. Ein Beitrag zur Kenntnis des Neugriechischen Volksglaubens. S. C. Van Doesburgh, Leiden 1897.
- Le livre de Jonas. In: Byzantinische Zeitschrift 10.1, 1901, 208–217. – (Über eine neugriechische Übersetzung des Buches Jona)
- Byzantium. Studien over onze beschaving na de stichting van Konstantinopel. H. D. Tjeenk Willink & zoon, Haarlem 1902.
  - Französische Übersetzung: Essai sur la civilisation byzantine. Traduction française autorisée par l'auteur avec préface par Gustave Schlumberger. A. Picard, Paris 1907.
- Les mots maritimes empruntés par le grec aux langues romanes. J. Müller, Amsterdam 1903.
- De Betekenis van het Nieuwgrieks voor de geschiedenis der Griekse taal en der Griekse letterkunde. Rede uitgesproken bij het aanvaarden van het ambt van buitengewoon hoogleraar te Leiden op 6 maart 1907. – (Antrittsvorlesung)
- Uit Byzantium en Hellas. H.D. Tjeenk Willink & zoon, Haarlem 1911.
- Le Roman de Digénis Akritas d'après le ms. de Madrid, in: Λαογραφία 3 (1911–1912), 537–604.
- Alcestis en de volkspoëzie. Johannes Müller, Amsterdam 1912.
- Le roman de Phlorios et Platzia Phlore. Joh. Müller, Amsterdam 1917.
- Enkele opmerkingen over Nieuwgriekse lijkzangen. Joh. Müller, Amsterdam 1918. – (zu den Moirologien)
- mit Hubert Pernot: Erasme et les origines de la prononciation erasmienne. Leroux, Paris 1919.
- Geschiedenis der nieuwgriekse letterkunde. E.F. Bon, Haarlem 1921. – (Übersetzung ins Griechische und Französische)
  - Französische Übersetzung: Histoire de la littérature grecque moderne. Traduite du néerlandais par Nicolette Pernot. Les Belles Lettres, Paris 1924 (Collection de l’Institut Néo-Hellénique, vol. 1).
- Bezwaren en gevaren bij het vertalen van het Nieuwe Testament, in: Neophilologus 10.1, 1925, 213–223.
- Uit Hellas' heden en verleden. H.D. Tjeenk Willink & zoon, Haarlem 1927.
- Het Perfectum in het postklassieke Grieks. Overblijfsels in de taal van heden. Amsterdam, 1928 (Mededeelingen der Koninklijke Akademie van Wetenschappen, afdeeling Letterkunde. Deel 65, serie A, 6) online (PDF; 9,1 MB)
- Vorwort zu: Kostes Palamas: A man's death. Translated by A. E. Phoutrides. With a foreword by D.C. Hesseling. Hestia, Athen 1934.

Texteditionen und Übersetzungen
- ‪Les cinq livres de la loi (le Pentateuque). Traduction en néo-grec publiée en caractères hébraïques à Constantinople en 1547, transcrite et accompagnée d'une introduction, d'un glossaire et d'un facsimile. S.C. van Doesburgh, Leiden 1897.
- (Hrsg., mit Hubert Pernot): Poèmes Prodromiques en grec vulgaire. J. Müller, Amsterdam 1910 (Verhandelingen der Koninklijke Akademie van Wetenschappen te Amsterdam, Afdeeling Letterkunde, Nieuwe reeks, deel 11, no. 1), ND M. Sändig, Wiesbaden 1968.
- (Hrsg., mit Hubert Pernot): Ερωτοπαίγνια – Chansons d’amour. Publiées d'après un manuscrit du XVe siècle avec une traduction, une étude critique sur les Ekatologa (Chanson des cent mots), des observations grammaticales et un index. H. Welter, Paris 1913 (Bibliothèque grecque vulgaire, t. X), online
- Bloemlezing uit het ‘Pratum spirituale’ van Johannes Moschus. Van inleiding en aantekeningen voorzien door D.C. Hesseling. G. J. A. Ruys, Utrecht 1916.
- L'Achilléide byzantine publiée avec une introduction. Joh. Müller, Amsterdam 1919.
- Bitsentzos Kornaros: Het offer van Abraham. Een Grieks mysteriespel in twee bedrijven geschreven op Kreta in de XVIe eeuw. Vertaald door D. C. Hesseling. H.D. Tjeenk Willink, Haarlem 1919. – (Ein Mysterienspiel, das zweimal mit Erfolg in Hesselings Übersetzung aufgeführt wurde)
- De Kolleges van Epictetus. Naar aanteekeningen van Flavius Arrianus. Vertaald door D. C. Hesseling. H.D. Tjeenk Willink, Haarlem 1931.

Chrestomathie
- mit Hubert Pernot: Chrestomathie néo-hellenique. Société d'édition „Les Belles lettres“, Paris 1925.

Zur Kreolistik
- Het Hollandsch in Zuid-Afrika, in: De Gids 61, 1897, 138–162.
- Het Afrikaansch. Bijdrage tot de geschiedenis der Nederlandsche taal in Zuid-Afrika. E. J. Brill, Leiden 1899, 2. Aufl. 1923.
- Het Negerhollands der Deense Antillen. Bijdrage tot de geschiedenis der Nederlandse taal in Amerika. Sijthoff, Leiden 1905, 2. Auflage 1929.
- On the origin and formation of creoles: A miscellany of articles by D. C. Hesseling. Ed. and trans. by T. L. Markey and Paul T. Roberge. Karoma Publishers 1979. – Rezension von Ellen Woolford, in: Language in Society 10.1, 1981, 128–132, (online); Salikoko S. Mufwene, in: Caribbean Journal of Education 8, 1981, 230–237.